# Партія незалежності (Ісландія)
Партія незалежності (ісл. Sjálfstæðisflokkurinn) — консервативна політична партія Ісландії.
Утворена в 1929 році в результаті об'єднання Консервативної та Ліберальної партій. Партія активно підтримує ідею євро-атлантичного партнерства, зокрема, саме уряд «незалежних» привів країну в НАТО в 1949 році. При цьому партія стоїть на євроскептичних позиціях і не підтримувала донедавна планів щодо вступу країни до ЄС. У 1933–2009 роках незмінно отримувала найбільшу кількість місць у альтингу.
Всі лідери партії — Олафур Торс, Б'ярні Бенедиктссон, Йоганн Гафстейн, Гейр Гадльгрімссон, Торстейнн Паульссон, Давид Оддссон, — свого часу очолювали уряду країни. Як правило, Партія незалежності створювала однопартійні кабінети або користувалася підтримкою інших правих сил, але в 2007 році її основний можливий партнер — Прогресивна партія — зазнала серйозної поразки, в результаті чого було утворено уряд «великої коаліції» з представників Партії незалежності і основної лівоцентристської сили в країні — Соціал-демократичної партії.
Останній на сьогоднішній момент представник партії, який очолював уряд, Ґейр Гілмар Гарде, був змушений подати у відставку з поста прем'єр-міністра на початку 2009 року внаслідок затяжної економічної кризи в країні і відмови Соціал-демократичної партії надалі складати з Партією незалежності правлячу коаліцію, а пізніше і покинути пост лідера партії.
Нинішнім головою партії є Б'ярні Бенедиктссон, який з січня до листопада 2017 займав посаду прем'єр-міністра Ісландії
Вищим органом партії є — національний союзний з'їзд (landssambandsþing), вищі органи окружних організацій — окружні з'їзди (kjördæmisþing).

## Вибори
| Вибори         | Голосів | %    | Місце   | +/– | Позиція | Уряд          |
| -------------- | ------- | ---- | ------- | --- | ------- | ------------- |
| 1931           | 16,891  | 43.8 | 15 / 42 | ▬ 9 | ▬ 2nd   | Опозиція      |
| 1933           | 17,131  | 48.0 | 20 / 42 | ▲ 5 | ▲ 1st   | Коаліція      |
| 1934           | 21,974  | 42.3 | 20 / 49 | ▲ 0 | ▬ 1st   | Опозиція      |
| 1937           | 24,132  | 41.3 | 17 / 49 | ▼ 3 | ▼ 2nd   | Опозиція      |
| 1942 (липень)  | 22,975  | 39.5 | 17 / 49 | ▬ 0 | ▬ 2nd   | Уряд меншості |
| 1942 (жовтень) | 23,001  | 38.5 | 20 / 52 | ▲ 3 | ▲ 1st   | Опозиція      |
| 1946           | 26,428  | 39.5 | 20 / 52 | ▬ 0 | ▬ 1st   | Коаліція      |
| 1949           | 28,546  | 39.5 | 19 / 52 | ▼ 1 | ▬ 1st   | Уряд меншості |
| 1953           | 28,738  | 37.1 | 21 / 52 | ▲ 2 | ▬ 1st   | Коаліція      |
| 1956           | 35,027  | 42.4 | 19 / 52 | ▼ 2 | ▬ 1st   | Опозиція      |
| 1959 (червень) | 36,029  | 42.5 | 20 / 52 | ▲ 1 | ▬ 1st   | Опозиція      |
| 1959 (жовтень) | 33,800  | 39.7 | 24 / 60 | ▲ 4 | ▬ 1st   | Коаліція      |
| 1963           | 37,021  | 41.4 | 24 / 60 | ▬ 0 | ▬ 1st   | Коаліція      |
| 1967           | 36,036  | 37.5 | 23 / 60 | ▼ 1 | ▬ 1st   | Коаліція      |
| 1971           | 38,170  | 36.2 | 22 / 60 | ▼ 1 | ▬ 1st   | Опозиція      |
| 1974           | 48,764  | 42.7 | 25 / 60 | ▲ 3 | ▬ 1st   | Коаліція      |
| 1978           | 39,982  | 32.7 | 20 / 60 | ▼ 5 | ▬ 1st   | Опозиція      |
| 1979           | 43,838  | 35.4 | 21 / 60 | ▲ 1 | ▬ 1st   | Опозиція      |
| 1983           | 50,251  | 38.6 | 23 / 60 | ▲ 2 | ▬ 1st   | Коаліція      |
| 1987           | 41,490  | 27.2 | 18 / 63 | ▼ 5 | ▬ 1st   | Коаліція      |
| 1991           | 60,836  | 38.6 | 26 / 63 | ▲ 8 | ▬ 1st   | Коаліція      |
| 1995           | 61,183  | 37.1 | 25 / 63 | ▼ 1 | ▬ 1st   | Коаліція      |
| 1999           | 67,513  | 40.7 | 26 / 63 | ▲ 1 | ▬ 1st   | Коаліція      |
| 2003           | 61,701  | 33.6 | 22 / 63 | ▼ 4 | ▬ 1st   | Коаліція      |
| 2007           | 66,754  | 36.6 | 25 / 63 | ▲ 3 | ▬ 1st   | Коаліція      |
| 2009           | 44,371  | 23.7 | 16 / 63 | ▼ 9 | ▼ 2nd   | Опозиція      |
| 2013           | 50,454  | 26.7 | 19 / 63 | ▲ 3 | ▲ 1st   | Коаліція      |
| 2016           | 54,990  | 29.0 | 21 / 63 | ▲ 2 | ▬ 1st   | Коаліція      |
| 2017           | 49,543  | 25.2 | 16 / 63 | ▼ 5 | ▬ 1st   | Коаліція      |
| 2021           | 48,708  | 24.4 | 16 / 63 | ▬ 0 | ▬ 1st   | Коаліція      |

## Пов'язаний вміст
- Політика Ісландії
- Список президентів і віце-президентів Партії Незалежності
- Союз молодих незалежників
- Лібералізм в Ісландії